# Барбоза да Силва, Данило
Дани́ло Барбо́за да Си́лва (порт.-браз. Danilo Barbosa da Silva; родился 28 февраля 1996 года в Симойнс-Филью, штат Баия) — бразильский футболист, опорный полузащитник клуба «Ботафого».

## Клубная карьера
Данилу — воспитанник клуба «Васко да Гама». 19 апреля 2014 года в матче против «Америка Минейро» он дебютировал в бразильской Серии B.
Летом того же года Барбоза перешёл в португальскую «Брагу». Сумма трансфера составила 4,5 млн евро. 20 сентября в матче против «Насьонал Фуншал» он дебютировал в Сагриш лиге. 3 января 2015 года в поединке против «Маритиму» Данило забил свой первый гол за «Брагу».
Летом 2015 года Данило на правах аренды перешёл в испанскую «Валенсию». 22 августа в матче против «Райо Вальекано» он дебютировал в Ла Лиге. Летом 2016 года Данило на правах аренды перешёл в «Бенфику». 23 октября в матче против «Белененсиша» он дебютировал в Сангриш лиге.
В начале 2017 года Данило на правах аренды перешёл в льежский «Стандард». 26 января в матче против «Эйпена» он дебютировал в Жюпиле лиге. По окончании аренды Данило вернулся в «Брагу».
10 июня 2018 года Данило Барбоза стал футболистом «Ниццы». 1 марта 2021 года на правах аренды перешёл в «Палмейрас». Провёл семь матчей и забил один розыгрыше в победном розыгрыше своей команды в Кубке Либертадорес 2021.
12 августа 2022 года перешёл в бразильский клуб «Ботафого».

## Международная карьера
В 2013 году в составе молодёжной сборной Бразилии Данилу выиграл Турнир в Тулоне. В том же году он принял участие в юношеском чемпионате мира в ОАЭ.
В 2015 году Данилу помог молодёжной команды выйти в финал молодёжного чемпионата мира в Новой Зеландии. На турнире он сыграл в матчах против команд Венгрии, Нигерии, Уругвая, Португалии, Сенегала и Сербии.

## Титулы и достижения
- Финалист Кубка Португалии (1): 2014/15
- Обладатель Кубка Либертадорес (1): 2021
- Победитель молодёжного турнира в Тулоне (1): 2013
- Финалист молодёжного чемпионата мира (1): 2015